# Siège de Saïgon
Campagne de Cochinchine
Batailles
- Siège de Tourane
- Siège de Saïgon
- Kỳ Hòa
- Mỹ Tho
- Qui Nhơn
- Biên Hòa
- Vĩnh Long
- Traité de Saïgon

Le siège de Saïgon, de mars 1860 à février 1861, est un événement majeur de la campagne de Cochinchine. Après la capture de la ville le 17 février 1859 par une flotte franco-espagnole sous le commandement de l'amiral Charles Rigault de Genouilly, les forces vietnamiennes de l'empereur Tự Đức assiègent Saïgon. L'importance stratégique de la ville en tant que porte d'entrée de la Cochinchine et les ressources agricoles de la zone représentent les deux grands enjeux de ce conflit. Le siège dure un an et est finalement brisé à la suite de l'arrivée de renforts.

## Contexte
En 1858, sous les ordres de Napoléon III et après l'échec de la mission diplomatique de Charles de Montigny, l'amiral Charles Rigault de Genouilly attaque le Vietnam. L'objectif de sa mission est de stopper les persécutions de missionnaires catholiques et, de par le fait, d'assurer la propagation de la foi. Afin d'accomplir sa tâche, l'amiral dispose d'une force composée de quatorze navires de guerre, de mille hommes des troupes de marine et de mille hommes des garnisons espagnoles des Philippines (cinq cent cinquante hommes de l'infanterie espagnole et quatre cent cinquante hommes de l'infanterie légère philippine). Le contingent débarque à Da Nang (anciennement Tourane) en septembre 1858 après un bref bombardement. Cependant, incapables d'avancer à l'intérieur des terres sans l'appui des canons de la flotte, les troupes sont bientôt assiégées à Da Nang par les forces vietnamiennes,.

### Capture de Saïgon

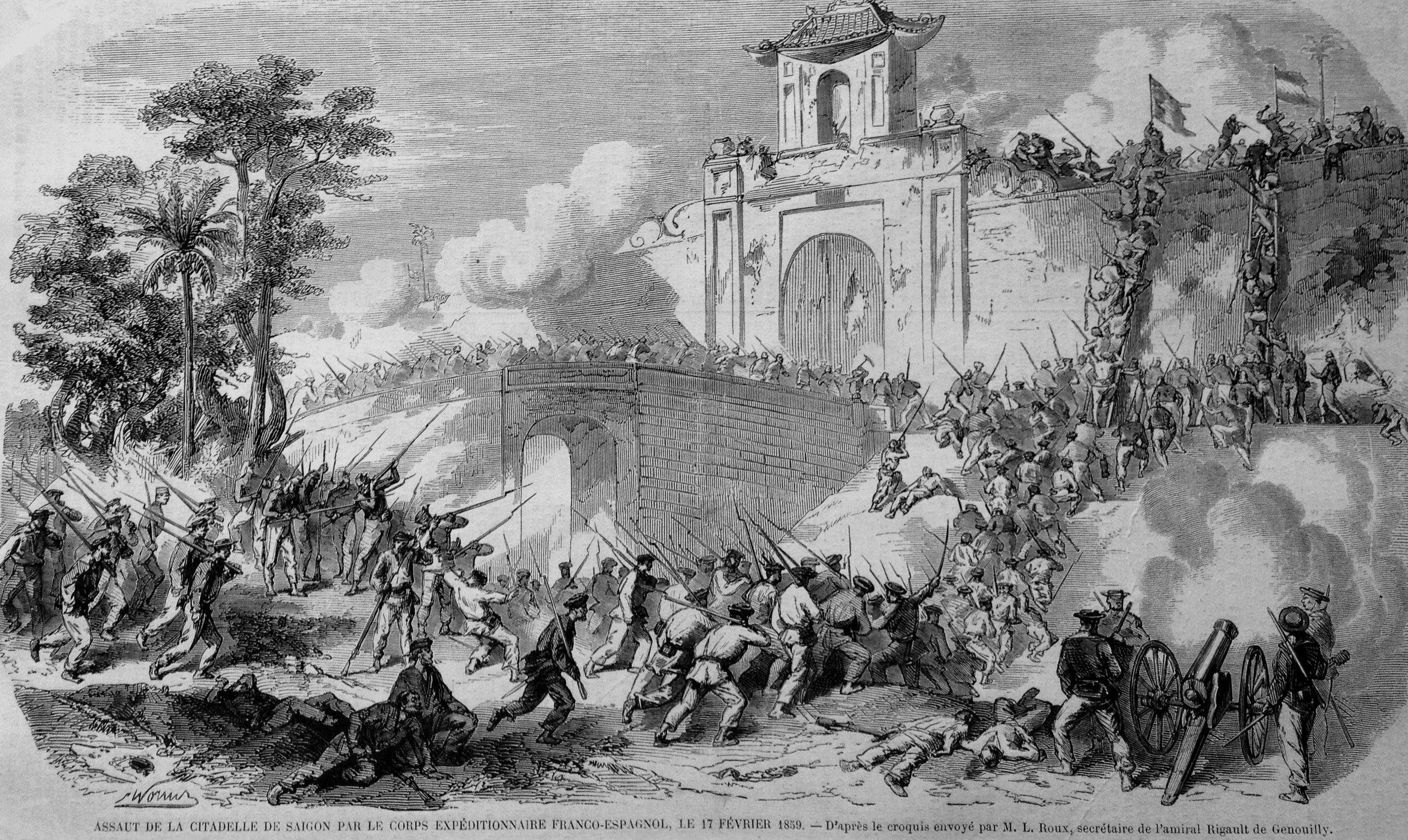
Capture de Saïgon en 1859. Dessin issu du journal L'Illustration, dans l'édition du 23 avril 1859.

Réalisant que les forces stationnées à Da Nang ne pourraient pas parvenir à un résultat satisfaisant, l'amiral Charles Rigault de Genouilly décide de frapper ailleurs. Dans un premier temps il considère, puis rejette, une idée d'expédition au Tonkin. Enfin, en janvier 1859, il suggère au ministre de la marine Ferdinand Hamelin une expédition vers Saigon en Cochinchine, d'une importance capitale pour les forces vietnamiennes. Sa proposition est acceptée et, le 2 février 1859, laissant le capitaine Thoyon à Da Nang avec une petite garnison et deux canonnières, Charles Rigault de Genouilly fait route vers le sud en direction de Saigon. Ses forces sont composées des corvettes Phlégéton et Primauguet, des canonnières Alarme, Avalanche et Dragonne, du transport de troupes espagnol El Cano et des navires de transport Saône, Durance et Meurthe.
Rigault de Genouilly fait halte pendant cinq jours dans la baie de Cam Ranh, attendant que quatre navires de ravitaillement les rejoignent. Il se remet en route le 9 février. Le 10 février 1859, la flotte bombarde les forts qui défendent le port de Vũng Tàu (anciennement Cap Saint-Jacques) et réduisent leurs canons au silence. Les troupes de débarquement composées de soldats français et espagnols, sous le commandement du capitaine de vaisseau Reynaud, mettent le pied à terre et s'emparent des forts.
Le 11 février 1859, un voyage de cinq jours commence sur la rivière pour rejoindre Saïgon. Les navires de transport et les bagages sont laissés à Vũng Tàu. La Dragonne ouvre le chemin, suivie par les deux autres canonnières, les deux corvettes et le transport de troupe espagnol. Trois compagnies d'infanterie de marine et deux compagnies espagnoles, deux mille hommes en tout, sont réparties sur les différents navires. La flotte avance prudemment car les courants leur sont inconnus et les bateaux jettent l'ancre chaque nuit. Au cours de leur périple, les vaisseaux français et espagnols font halte à six reprises afin de réduire à néant des forts placés le long de la rivière. Des escouades d'ingénieurs, sous le commandement du capitaine du génie Gallimard, sont envoyées à terre pour brûler les palissades de bois qui relient les forts. Les Vietnamiens se défendent vigoureusement. La Dragonne est atteinte par trois boulets et l'Avalanche par sept. Afin de s'assurer que la rivière ne puisse pas être condamnée derrière leur passage et ainsi assurer leur retour, les canons de chaque fort détruit sont soit sabotés soit amenés à bord.
Dans la soirée du 15 février 1859 la flotte, rejointe par le transport de troupe Prégent, arrive en vue des deux forts construits par les Français à Gia Long, qui servaient à défendre Saïgon depuis le sud. Durant la nuit, deux chaloupes sont mises à l'eau pour aller détruire un barrage constitué de bateaux attachés entre eux et garnis d'explosifs. À l'aube du 16 février, les vaisseaux Phlégéton, Primauguet, Alarme et Avalanche sont ancrés à huit cents mètres des forts. Le chenal est tellement étroit que l'amiral Léonard Charner, sur le pont du Phlégéton, est en mesure de se faire entendre des capitaines des autres vaisseaux. Les autres navires, Prégent, Dragonne et El Cano se trouvent un peu plus en retrait.
La flotte ouvre le feu sur les forts et trouve rapidement la bonne distance de tir. Les tireurs d'élite de la marine, postés sur le haut des mats des navires français et espagnols, abattent les artilleurs vietnamiens. Les défenseurs tentent de répondre, mais leur visée est imprécise. Les troupes sont envoyées à terre pour prendre d'assaut les forts et, aux environs de huit heures du matin, les deux forts sont aux mains des Espagnols.
Plus tard dans la journée, le capitaine de frégate Jean Bernard Jauréguiberry, futur amiral et ministre de la marine, étudie la citadelle de Saïgon depuis le bord de l'Avalanche. Au matin du 17 février 1859, les Français et Espagnols débarquent puis prennent d'assaut la citadelle. le sergent des Pallières, de l'infanterie de marine, est le premier à entrer dans la citadelle et, dès que les assaillants sont parvenus à entrer, la garnison vietnamienne bat en retraite. Une force d'environ mille soldats vietnamiens tente de contre-attaquer. L'amiral Charner, qui commande l'attaque en personne, repousse l'attaque avec l'aide des troupes philippines du colonel Lanzarote. À dix heures du matin, les drapeaux français et espagnols flottent au sommet de la citadelle.

### Occupation

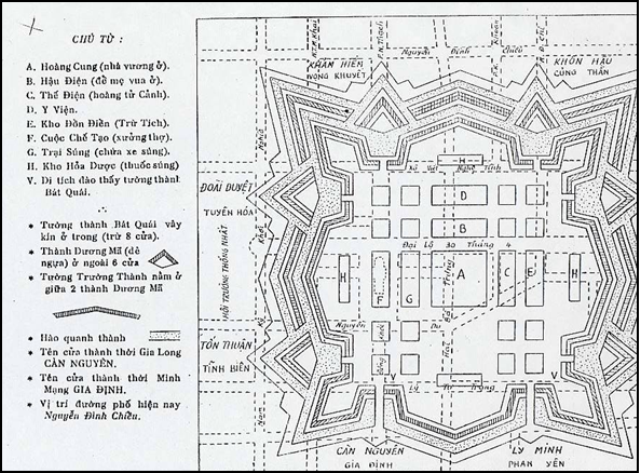
La citadelle de Saïgon, construite par les français en 1790.

La citadelle de Saïgon est très grande et les forces franco-espagnoles sont insuffisantes pour la défendre convenablement. Rigault de Genouilly décide donc de la faire exploser. Trente-deux mines sont préparées et, le 8 mars 1859, la citadelle est détruite. Le feu provoqué par l'incendie des entrepôts de riz durera plusieurs mois.
En avril 1859, Rigault de Genouilly retourne à Da Nang avec le gros de ses forces, laissant une petite garnison sous le commandement de Jean Bernard Jauréguiberry pour tenir Saïgon. Cette force d'occupation se compose d'une compagnie d'infanterie de marine française, d'une compagnie d'infanterie légère philippine sous commandement espagnol et de quatre-cents marins responsables de l'artillerie française. Rigault laisse également la corvette Primauguet, les canonnières Avalanche et Dragonne ainsi que le navire de transport Durance à Saigon. Les Français réparent le fort qui a été capturé en février au sud de la ville et le convertissent en bastion pour la garnison.
Le 21 avril 1859, Jauréguiberry lance une attaque surprise sur une fortification vietnamienne qui avait été construite à l'ouest de la ville. L'attaque est une réussite et la position vietnamienne est incendiée. Les pertes sont cependant de quatorze morts et trente-et-un blessés sur un total de huit cents hommes. Ne pouvant plus se permettre des pertes de cette importance, Jauréguiberry ne lance plus d'attaques par la suite et la garnison franco-espagnole se retire au sud dans le bastion.

## Siège de la ville
La capture de Saïgon, bien qu'elle représente une victoire du corps expéditionnaire franco-espagnol, se révèle aussi problématique que la capture de Da Nang. Les forces de Jauréguiberry sont insuffisantes et doivent rester cantonnées dans leur bastion alors que la garnison de Thoyon à Da Nang, également insuffisante en nombre, est assiégée par les Vietnamiens. Pendant ce temps, l'attention du gouvernement français est plutôt tournée vers le déclenchement de la deuxième guerre d'indépendance italienne, qui monopolise un grand nombre de troupes françaises. En novembre 1859, Rigault de Genouilly, dont les actions en Cochinchine ont subi de sévères critiques en France, avait été remplacé par l'amiral François Page, qui reçut pour mission de négocier un traité protégeant la foi catholique au Vietnam sans pour autant viser de gains territoriaux.
Les Vietnamiens, au fait de la distraction que cause le conflit italien, refusent la modération. Ils font durer les négociations en espérant que les franco-espagnols se retirent de leurs positions, souhaitant limiter leurs pertes, d'autant plus qu'ils n'ont pas été en mesure pendant ce laps de temps de renforcer leurs positions de Saïgon et Da Nang. Bien que la guerre en Italie prenne fin au début de l'année 1860, la France est de nouveau en guerre avec la Chine et l'amiral Page doit détourner la majorité de ses effectifs pour supporter l'expédition en Chine de l'amiral Léonard Victor Charner.
En mars 1860, Saïgon est assiégée par une armée vietnamienne de dix mille hommes. Au même moment, les forces françaises affaiblies dans Da Nang par le siège qui dure depuis un an et demi, évacuent la ville. En avril 1860, Page quitte la Cochinchine pour rejoindre Charner à Canton. La responsabilité de la défense de Saïgon et de son quartier chinois, Cholon, revient au capitaine de vaisseau d'Ariès qui a comme compagnon d'armes l'enseigne de vaisseau Henri Rieunier futur amiral et ministre de la marine. Les forces dont il dispose sont composées de six cents hommes de l'infanterie de marine, de deux cents hommes des troupes espagnoles sous le commandement du colonel Palanca y Guttierez et des corvettes Primauguet, Norzagaray et Laplace. Afin d'augmenter les effectifs de défense, les Français arment quelques petits bateaux pour patrouiller les rivières et recrutent des auxiliaires annamites et chinois pour prendre part aux patrouilles et occuper les postes avancés. Le siège de la ville dure onze mois.

## Fin du siège
La victoire anglo-française lors de la bataille de Palikao le 21 septembre 1860 met fin à la guerre en Chine. Consécutivement, des renforts sont envoyés à Saïgon. Ils sont composés de soixante-dix navires de guerre sous les ordres de l'amiral Charner et de trois mille cinq cents soldats sous les ordres du général Élie de Vassoigne. Les effectifs de Charner représentent alors la plus importante force navale jamais vue dans les eaux vietnamiennes jusqu'à la création de l'escadre d'Extrême-Orient pour la guerre franco-chinoise de 1884-1885. Ils comprennent les frégates à vapeur Impératrice Eugénie et Renommée (les vaisseaux amiraux de Charner et Page), les corvettes Primauguet, Laplace et Duchayla, onze transports de troupes, cinq canonnières de première classe, dix-sept navires de transport et un navire-hôpital. L'escadron est accompagné par une demi-douzaine de jonques armées achetées à Macao.
Après l'arrivée de ces renforts massifs, les Français sont en mesure de briser le siège et de vaincre les forces vietnamiennes lors de la bataille de Ky Hoa le 25 février 1861. Le bilan humain n'est pas connu avec certitudes, mais le chiffre de 5 100 morts, toutes forces comprises était évoqué, tout comme environ 20 000 blessés, et plus de 200 disparus chez les Français, et les Espagnols.  

### Sources et bibliographie
- (en) O. Chapuis, The Last Emperors of Vietnam : From Tu Duc to Bao Dai, Westport, Connecticut, 2000
- (en) E. Goldstein, Wars and Peace Treaties, 1816–1991, Routledge, 1992
- (en) R. S. Gundry, China and Her Neighbours, London, 1893
- Auguste Thomazi, Histoire militaire de l'Indochine française, Hanoi, 1931
- A. Thomazi, La conquête de l'Indochine, Paris, 1934
- (en) S. C. Tucker, Vietnam, University Press of Kentucky, 1999 (ISBN 0-8131-0966-3)
- (en) "Charles Rigault de Genouilly" Encyclopædia Britannica Online